# Lorenzo (antipapa)
Lorenzo (V secolo – 507 o 508) è stato un vescovo romano, antipapa della Chiesa cattolica dal 498 al 506.

## Biografia
Arciprete di Santa Prassede, Lorenzo venne eletto papa il 22 novembre 498 nella Basilica di Santa Maria Maggiore, in contrapposizione a Simmaco, eletto il medesimo giorno nella Basilica Laterana. Lorenzo doveva la sua elezione ad una fazione dissidente, costituita da una minoranza del clero ma dalla maggioranza di aristocrazia e Senato, a capo della quale vi era il senatore Rufio Postumio Festo, e simpatie bizantine; Lorenzo era, in effetti, sostenuto dall'imperatore Anastasio. I sostenitori di Lorenzo speravano che riconoscesse l'Enotico, l'editto del 482 dell'imperatore Zenone, in modo da ricomporre la frattura monofisita, nonostante le decisioni del Concilio di Calcedonia.
La maggioranza del clero, contraria ad Anastasio I, si era invece espressa a favore della nomina di Simmaco, dando così inizio ad uno scisma che durò per quattro anni. Inizialmente il re goto Teodorico il Grande, cui si erano appellate entrambe le fazioni, preoccupate per i gravi tumulti causati dallo scisma, decise di appoggiare Simmaco. Il 1º marzo 499 Simmaco, dopo aver destinato Lorenzo alla diocesi di Nocera, convocò un sinodo romano in cui, con il decreto Consilium dilectionis vestrae, fu stabilito che, in caso di candidati in contrasto tra loro per l'elezione a vescovo di Roma, si sarebbe dovuti giungere ad un accordo prima che avvenisse qualsiasi consacrazione. Inoltre fu data al papa la facoltà di scelta del suo successore e, in difetto di questa indicazione, la designazione del papa doveva aver luogo con la maggioranza dei voti del clero. Il sinodo stabilì anche che ogni ecclesiastico che cercava di ottenere voti per un successore al papato mentre il papa era ancora in vita, o che riuniva conferenze o teneva consultazioni per quello scopo, doveva essere deposto. Lorenzo stesso, che aveva partecipato al sinodo, ne sottoscrisse le decisioni. Lo "Scisma Laurenziano", tuttavia ancora non si era concluso. La fazione capeggiata dal senatore Festo fece pervenire a Teodorico una serie di accuse contro Simmaco, chiedendo la convocazione di un Concilio per giudicarlo.
Il concilio venne convocato a Rimini, ove Simmaco si recò ma, spaventato dalle accuse di immoralità (illecite relazioni con donne) e dilapidazione di beni ecclesiastici, rientrò precipitosamente a Roma rifugiandosi in San Pietro (allora fuori delle mura della città). Nel 501 Teodorico convocò in Roma un concilio, nominando un reggente nella persona di Pietro da Altino, vescovo nelle lagune attorno alla futura Venezia. Questi si schierò dalla parte della fazione avversa a Simmaco, ordinando la confisca dei suoi beni e il rientro a Roma di Lorenzo. I tentativi di Simmaco di difendersi in concilio andarono falliti, poiché mentre si recava nel luogo ove si tenevano le sedute, fu aggredito da schierani della fazione del senatore Festo, e alcuni dei suoi accompagnatori uccisi, scampando egli stesso alla morte per poco. Decise quindi di non partecipare più, asserragliandosi in San Pietro. Roma rimase quindi in balia della fazione di Festo, con Lorenzo in veste di papa. Tuttavia una decisa presa di posizione di numerosi vescovi a favore di Simmaco e l'intervento del diacono Dioscuro di Alessandria presso Teodorico, convinsero quest'ultimo a riabilitare nel 505 Simmaco e a disporre per la restituzione a lui delle chiese di Roma e l'ordine di allontanamento dalla città di Lorenzo.
Lorenzo, supportato da un certo numero di senatori, attese fino al 506 quando, resosi ormai conto dell'aperta ostilità di Teodorico, si ritirò nelle proprietà di Festo vivendo in rigorosa ascesi fino alla sua morte.